# 貴島明日香
貴島明日香（日语：／ Asuka Kijima */?）是一位日本女藝人、模特兒、播音員、YouTuber，兵庫縣神戶市出身。曾被媒體譽為「令和最美天氣預報員」。

## 生平
貴島明日香是五個兄弟姊妹中的長女，原本想從事電腦行業，但在兵庫縣立舞子高中一年級時，貴島明日香被神戶三宮中心街一家模特兒經紀公司發掘並開始接受培訓，高中三年級時開始了模特兒生涯，參加過神戶時裝秀、關西時裝秀和東京伸展台。2015年4月移居東京，擔任廣告的模特兒，也出演音樂錄影帶和電視劇來拓展自己的事業。
2017年，貴島明日香通過日本電視台《ZIP!》的試鏡，同年4月3日開始擔任《ZIP!》的第七任氣象預報員。 2021年，獲得Oricon「第17屆最喜歡的氣象主播/氣象預報士排行榜」第一名。在此之前，《ZIP!》沒有一位氣象預報員服務超過兩年，但貴島明日香那裡擔任五年的氣象主播，於2022年4月1日最後一次以氣象預報員的身分亮相。
2018年，擔任集英社雜誌《non-no》的專屬專屬模特兒。
貴島明日香是讀賣巨人的球迷，2019年6月21日在東京巨蛋讀賣巨人隊對福岡軟銀鷹的交流戰開球。
2019年8月，擔任「神戶市巡遊週」形象大使。
2021年，擔任音樂節目《DAM CHANNEL》的第18任主持人。2022年，成為ABEMA的正式播音員。
2024年7月5日，貴島明日香宣布與一位導演結婚。

## 外部連結
- YouTube上的貴島明日香頻道
- 貴島 明日香的X（前Twitter）
- 貴島 明日香 Asuka Kijima的Instagram帳戶
- 貴島 明日香 Asuka Kijima的Threads